# Dîngeni, Ocnița
Dîngeni este satul de reședință al comunei cu același nume  din raionul Ocnița, Republica Moldova.

## Istorie
Pentru prima dată satul este menționat documentar la 1529, când domnitorul Moldovei, Petru Rareș, dăruiește printr-un act marelui armaș Marco Ciciuman 3 sate din ținutul Soroca, printre care și Dîngenii:
„Suret de pe ispisoc sârbesc de la Petru Vodă Rareș din veleat 7037 <1529>, septembrie 21.

Facem înștiințarea cu aceasta carte a noastră tuturor, cine pe dânsa va căuta, sau citindu-le va auzi, pentru adevărat al nostru credincios boieriu Marco Ciuciuman vel armaș, care, slujind cu dreptate și cu credință altor domni, ce au fost mai înainte de noi, și acum aflându-se și noao slujind cu dreaptă credință, pentru care noi, văzând a lui dreaptă și credincioasă slujbă către noi, l-am miluit pre dânsul cu deosebită milă a noastră și i-am dat întru al noastru pământ al Moldovei la ținutul Sorocei pe pârâul Căinariului loc, cât i-ar fi lui de toată îndestulare, cu trei silește anume: Cotovița, Dănjenii și Zăpădenii, cu vaduri de moară în pârâul Căinariului, ca să-i fie lui drepte ocine și moșii, danie și miluire, lui și feciorilor lui, nepoților și strănepoților lui, și a tot neamul lui, ce se va alege mai aproape, nerușuit niciodată în veci. Care moșie pe din sus se hotărăște cu moșia Măcăreuca, iară pe din jos să hotărește cu moșia Bolbocele în Valea Petrei, despre răsărit se hotărăște cu moșia Băcsanii, iară dinspre apus se hotărăște cu pârâul Căinariului despre toate părțile, după hotarele cele vechi, pe unde au umblat din veci.

...

Și pentru mai mare credință și întăritură a tuturor celor de mai sus scrise am poroncit credinciosului boieriului nostru dumisale Trotușanul logofăt să scrie și a noastră pecete către aceasta carte a noastră să o lege.
S’au scris în Suceava.”
Satul se împarte în două secțiuni, denumite istoric Dângenii de Sus și Dângenii de Jos. Pârâul anonim care trece prin sat, afluent al râului Ciuhur, separa de restul satului alte două mahalale, denumite „Raia” și „Moldova”. Dângeni a făcut parte din raiaua Hotinului din 1729 până la desființarea acesteia în 1812. În perioada interbelică beneficia deja de un punct medical și o școală primară, înființată în 1891, cu 3 învățători și 2 învățătoare.
În 1918, în timpul intervenției armatei române în Basarabia, o patrulă de cavalerie a acesteia formată din 7 soldați și un căpitan, încartiruiți în sat, a fost atacată în timpul nopții și uciși, cu excepția unui singur soldat. În memoria celor căzuți s-a ridicat în 1930 un monument la Lipnic-gară.
În perioada sovietică, locuitorii satului au fost oprimați de către noul regim comunist, inclusiv prin deportare sau impunere la muncă forțată în lagăre. În total pe toată comuna Dângeni s-au înregistrat cel puțin 107 victime ale regimului comunist. Majoritatea celor deportați au ajuns în regiunile Omsk, Habarovsk, Amur, Tiumen și Irkutsk.

## Demografie

### Structura etnică
Structura etnică a satului conform recensământului populației din 2004:
| Grup etnic         | Populație | % Procentaj |
| ------------------ | --------- | ----------- |
| Moldoveni / Români | 1.702     | 98,84%      |
| Ucraineni          | 14        | 0,81%       |
| Ruși               | 2         | 0,12%       |
| Găgăuzi            | 1         | 0,06%       |
| Alții              | 3         | 0,17%       |
| Total              | 1.722     | 100%        |

## Cultură

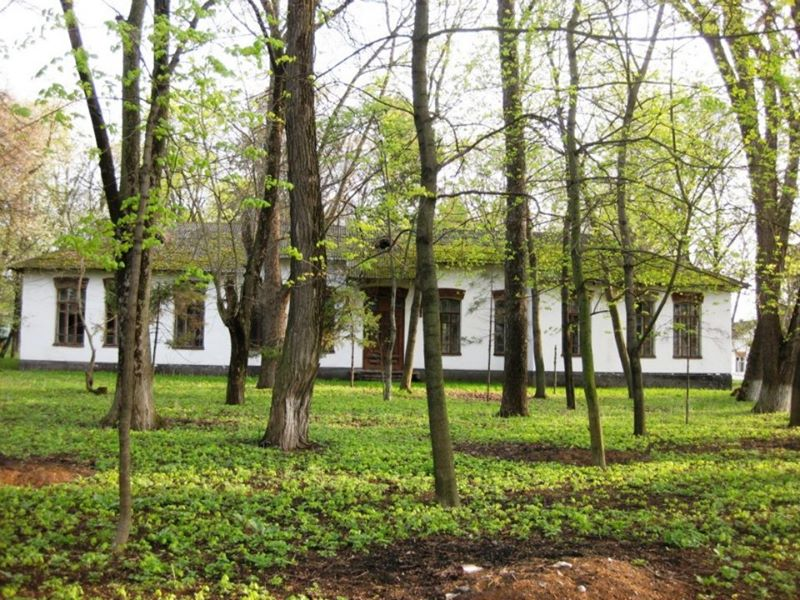
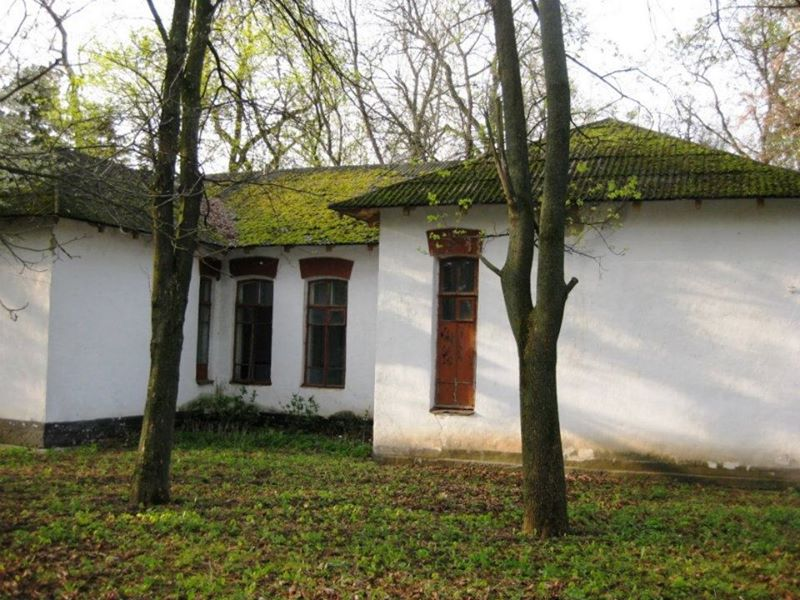
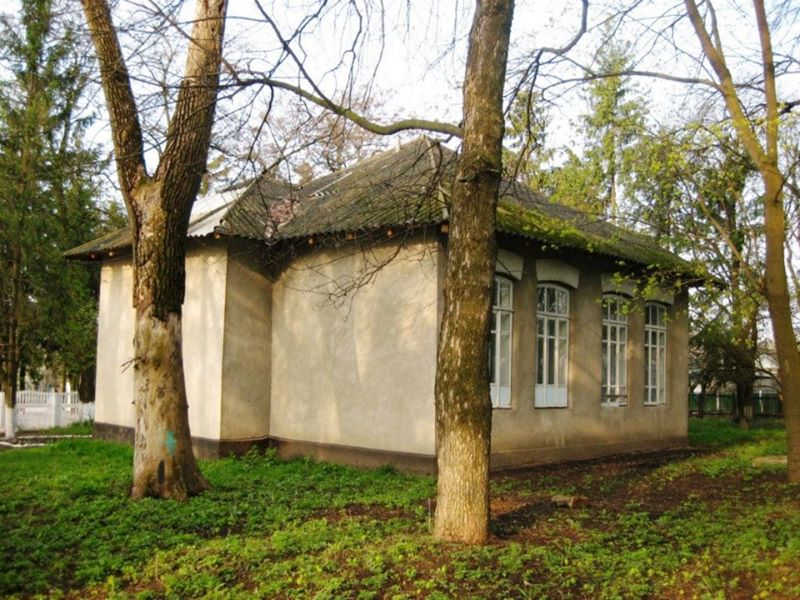
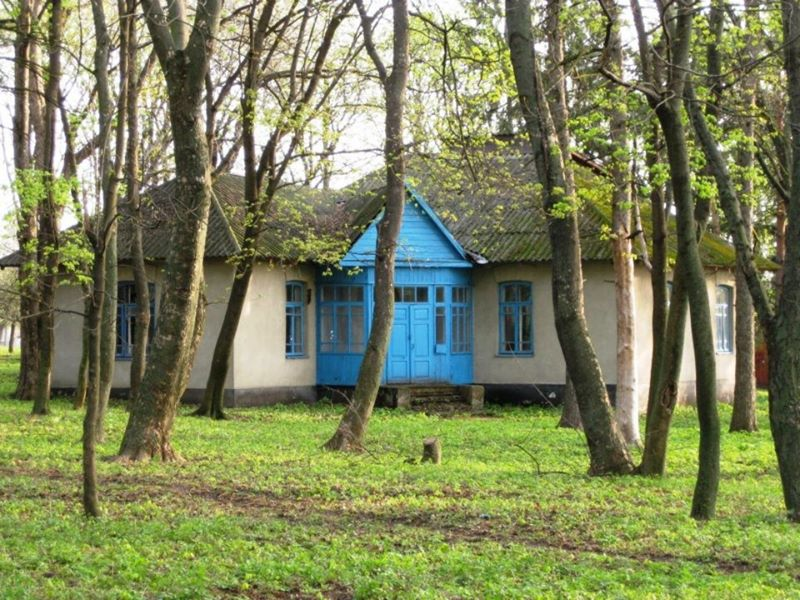
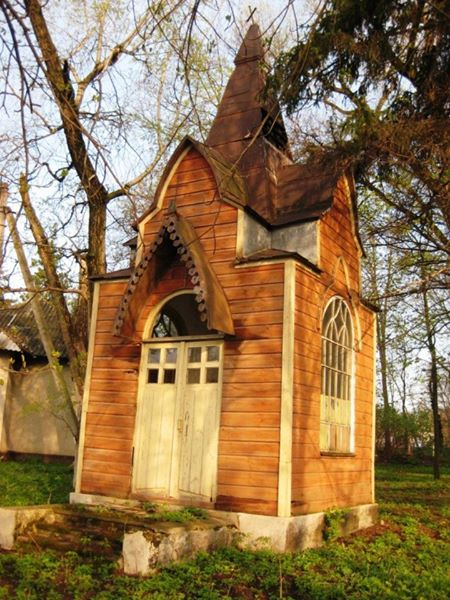

Pe teritoriul satului se găsesc patru situri arheologice incluse în Registrul monumentelor Republicii Moldova ocrotite de stat: o așezare medievală din secolul XVII, o așezare eneolitică și două așezări din perioada romană (sec. II-IV p. Chr.).
Pe lângă acestea, Dângeni mai are două monumente de arhitectură de importanță națională, biserica de lemn „Sfinții Arhangheli Mihail și Gavriil” și spitalul cu parc, iar casa lui D. Nichitoi reprezintă un monument de arhitectură de importanță locală. În 1964, în sat s-a ridicat un monument în memoria ostașilor căzuți în cel de-al Doilea Război Mondial.
Spitalul cu parc din localitate, monument ocrotit de stat.

## Biserica
Biserica cu hramul „Sf. Arh. Mihail și Gavriil” a fost ridicată în 1910, aproximativ în centrul satului. Aceasta este construită din lemn, cu fundament de piatră și acoperiș din tablă, înlocuind o biserică mai veche de lemn cu acoperișul din stuf.
În perioada interbelică mai avea o bibliotecă destul de bogată, cu cărți vechi precum Apostol (1743), Antologhion (1763), Triod (1768), Octoih (București, 1792), Penticostar (București, 1800), Kiriacodromian (Mănăstirea Neamțului, 1811), Molitvenic (Chișinău, 1820) ș.a. A fost renovată în 1933. Pe atunci preot paroh era Ștefan Săndulescu, originar din județul Mehedinți.

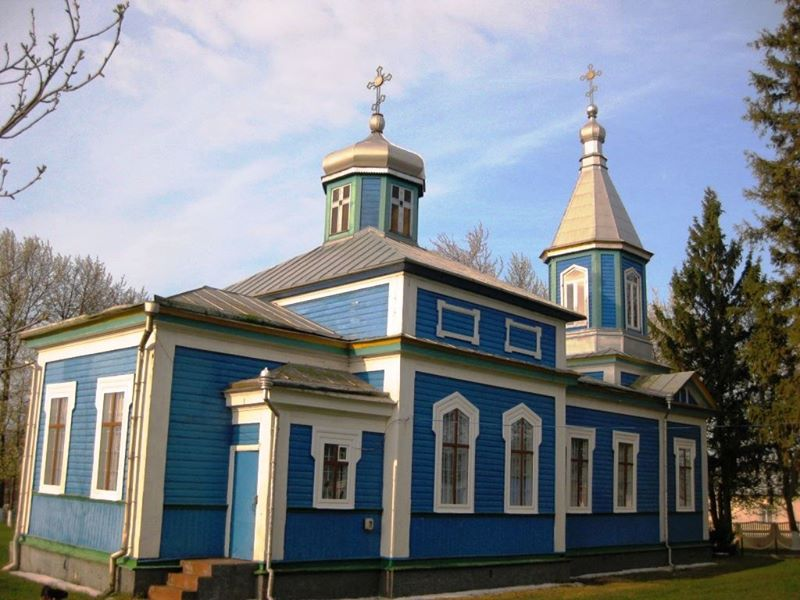
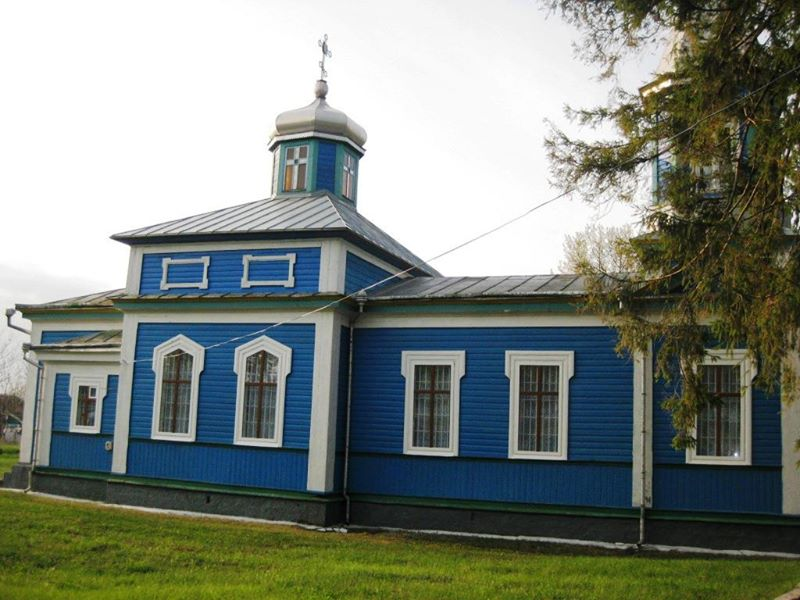
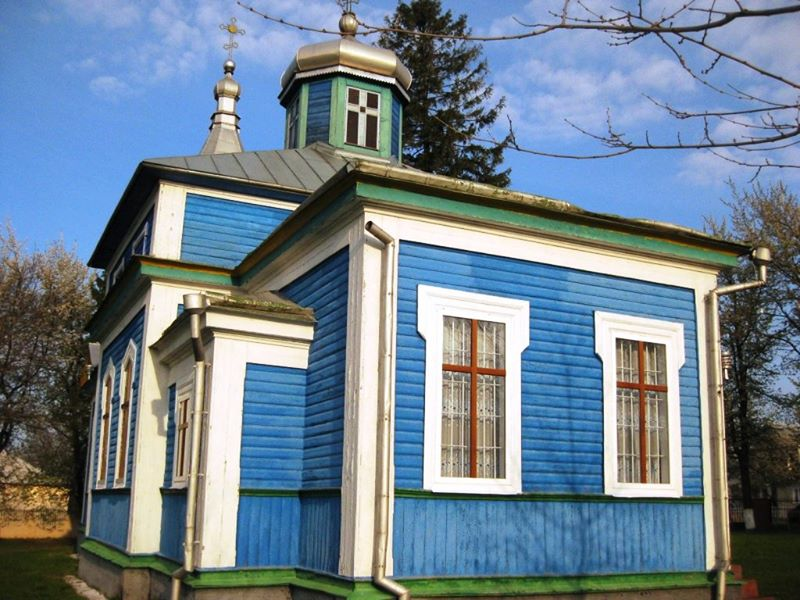
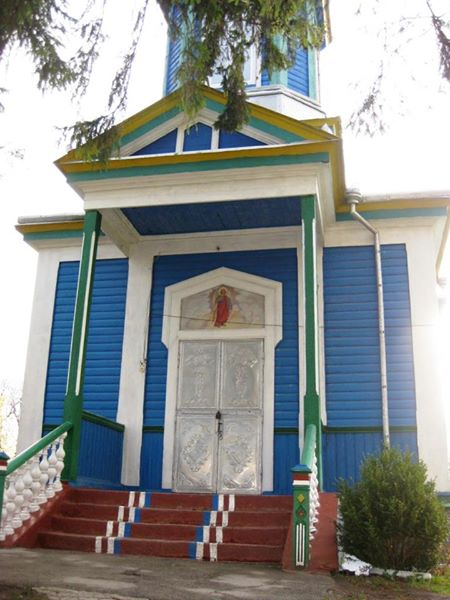
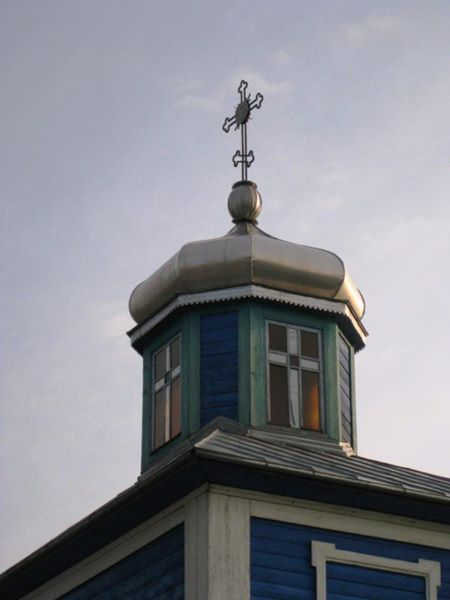

## Personalități
- Andrei Hropotinschi (1942-2011), folclorist, critic literar.